# Psathura lutescens
Psathura lutescens är en måreväxtart som beskrevs av Cornelis Eliza Bertus Bremekamp. Psathura lutescens ingår i släktet Psathura och familjen måreväxter. Inga underarter finns listade i Catalogue of Life.